# Luncani (okręg Hunedoara)
Luncani – wieś w Rumunii, w okręgu Hunedoara, w gminie Boșorod. W 2011 roku liczyła 87 mieszkańców.